# San Rafael, San Pablo Anicano
San Rafael är en ort i Mexiko.   Den ligger i kommunen San Pablo Anicano och delstaten Puebla, i den sydöstra delen av landet, 180 km sydost om huvudstaden Mexico City. San Rafael ligger 1 136 meter över havet och antalet invånare är 216.
Terrängen runt San Rafael är kuperad åt nordost, men åt sydväst är den platt. San Rafael ligger nere i en dal. Runt San Rafael är det ganska tätbefolkat, med 58 invånare per kvadratkilometer. Närmaste större samhälle är Acatlán de Osorio, 7,0 km norr om San Rafael. I omgivningarna runt San Rafael växer huvudsakligen savannskog.